# Melito di Porto Salvo
Melito di Porto Salvo község (comune) Calabria régiójában, Reggio Calabria megyében.

## Fekvése
A megye déli részén fekszik. Határai: Montebello Ionico, Roghudi és San Lorenzo.

## Története
A 16-17. században alapították. Korabeli épületeinek nagy része az 1783-as calabriai földrengésben elpusztult. A 19. században nyerte el önállóságát, amikor a Nápolyi Királyságban felszámolták a feudalizmust. Itt szálltak partra 1860. augusztus 19-én Giuseppe Garibaldi és csapatai Nápoly felé menet.

## Népessége
A népesség számának alakulása:

## Főbb látnivalói
- Madonna di Portosalvo-templom
- San Giuseppe-templom
- San Giovanni Battista-templom
- Madonna dell’Immacolata-templom
- Madonna dell’Addolorata-templom
- Santi Pietro e Paolo-templom